# Jerzy Zygmunt Rajecki
Jerzy Zygmunt Dunin Rajecki herbu Łabędź (zm. 12 czerwca 1688 roku) – marszałek wiłkomierski w latach 1666–1688, marszałek upicki w 1664 roku, miecznik brasławski do 1664 roku, starosta kokenhauski.
Jako poseł wiłkomierski i deputat podpisał pacta conventa Michała Korybuta Wiśniowieckiego w 1669 roku. Poseł sejmiku wiłkomierskiego na sejm 1678/1679 roku.